# 福島音響
有限会社福島音響（ふくしまおんきょう）は、かつて存在した劇場用映画の音響効果会社。録音から音響効果～MIXまで一貫して行うのが身上。
福島音響は、東映動画・マッドハウスが制作するアニメ作品をはじめ、若松孝二・足立正生・大和屋竺・国映・日本アート・シアター・ギルド・新東宝映画・ナックなどの映画の音響効果制作を数多く担当していた業界では老舗の会社。
2005年9月30日、代表者の福島幸雄の引退に伴い、事業はスタッフまるごと、新会社「Cinema Sound Works」（シネマサウンドワークス）に継承され、法人としての福島音響は清算された。

## 概要
創立: 1967年（昭和42年）5月
所在地: 東京都新宿区新宿6-27-46 第32宮庭ビル1F
資本金: 500万円

## スタッフ
- 福島幸雄（別名・福島行朗）
- 福田伸
- 上松淳一
- 西岡正己
- 中山隆匡
- 泉典彦
- 瀬谷満
- 岩丸巌
- 秋山実

## 主な担当作品（独立以前の作品も含む）

### テレビドラマ
- バンパイヤ（1968年〜1969年）（別名・福島グループ）
- 怪奇大作戦（1968年〜1969年）（別名・福島グループ）
- 俺たちの勲章（1975年）

### 映画
- 欲望の血がしたたる（1965年）
- 血は太陽よりも赤い（1966年）
- 胎児が密猟する時（1966年）
- 裏切りの季節（1966年）
- 獣の欲望（1966年）
- 家族の人間関係シリーズ 思春期の子どもとつきあう法（1966年）
- 売女（1967年）
- おんな泣かせ（1967年）
- 新・情事の履歴書（1967年）
- 濡れ場（1967年）
- 続悪徳医 女医篇（1967年）
- みだれ髪（1967年）
- 夜のただれ（1967年）
- 避妊革命（1967年）
- 性の放浪（1967年）
- 好色番外地（1967年）
- 女の責め（1967年）
- 犯された白衣（1967年）
- 荒野のダッチワイフ（1967年）
- 毛の生えた拳銃（1968年）
- 刑法208条 異常暴行罪（1968年）
- 残忍(秘)女責め（1968年）
- 性の配当（1968年）
- ハレンチ・レポート 失神のテクニック（1968年）
- 女のうれし泣き（1968年）
- 夫婦交換（1968年）
- 腹貸し女（1968年）
- 女極道・色欲一代（1969年）
- ひとりっ子（1969年）
- 人生論シリーズ 父と子の対話 高校進学をめぐって（1969年）
- 薔薇の葬列（1969年）
- 牛鬼たいじ（1970年）
- 結婚する娘へ 父の愛（1971年）
- 婉という女（1971年）
- 告白的女優論（1971年）
- 天使の恍惚（1972年）
- ある若者の出発（1972年）
- どぶ川学級（1972年）
- 小さな愛の終り ある交通戦争の哀詩（1972年）
- マヨコに雪が降る（1973年）
- 愛欲の罠（1973年）
- 砂の器（1974年）
- 青春の海（1974年）
- ナンバーテン・ブルース さらばサイゴン（1975年製作、2014年公開）
- 咽び唄の里 土呂久（1976年）
- 母と子の旅 自然歩道を行く（1976年）
- あしたの火花（1977年）
- 詩雨おばさん（1977年）
- 星空のマリオネット（1978年）
- 母さんは歌ったょ（1979年）
- 東京大空襲 ガラスのうさぎ（1979年）
- アフリカ物語（1980年）
- 海潮音（1980年）
- あしたの空は青い空（1980年）
- 裸の大将放浪記（1981年）
- 風の歌を聴け（1981年）
- ぼくのロボット 科学クラブの子どもたち（1981年）
- TATTOO＜刺青＞あり（1982年）
- ロングラン（1982年）
- SPh（1983年）
- 逆噴射家族（1984年）
- ほほえみの朝（1985年）
- 幕末青春グラフィティ Ronin 坂本竜馬（1986年）
- DOOR（1988年）
- 満月のくちづけ（1989年）
- バタアシ金魚（1990年）
- オクトパスアーミー シブヤで会いたい（1990年）
- 獅子王たちの夏（1991年）
- 雪のコンチェルト（1991年）
- ピノキオ√964（1991年）
- 湾岸バッド・ボーイ・ブルー（1992年）
- 獅子王たちの最后（1993年）
- プロゴルファー織部金次郎 シリーズ（1993年〜1998年）
  - プロゴルファー織部金次郎（1993年）
  - プロゴルファー織部金次郎2 〜パーでいいんだ〜（1994年）
  - プロゴルファー織部金次郎3 〜飛べバーディー〜（1995年）
  - プロゴルファー織部金次郎4 〜シャンク、シャンク、シャンク〜（1997年）
  - プロゴルファー織部金次郎5 〜愛しのロストボール〜（1998年）
- 愛の新世界（1994年）
- BE-BOP-HIGHSCHOOL（1994年）
- この窓は君のもの（1995年）
- 人妻秘書 肉体ご接待（1995年）
- 日本製少年（1995年）
- エンドレス・ワルツ（1995年）
- おてんとうさまがほしい（1995年）
- ワニ分署（1995年）
- 82分署（1995年）
- 杉の子たちの50年 学童疎開から明日へのメッセージ（1995年）
- 勝手にしやがれ!! 逆転計画（1996年）
- 菜の花配達便（1996年）
- チンピラ（1996年）
- シークレットワルツ（1996年）
- 女飼い（1996年）
- 石を架ける 石橋文化を築いた人びと（1996年）
- 職人の謳 重要文化財山形県旧県庁舎修復工事記録（1996年）
- SAWADA 青森からベトナムへ ピュリッツァー賞カメラマン沢田教一の生と死（1997年）
- レディース MAX Give me a Shake（1997年）
- 明日なき街角（1997年）
- 愛の黙示録（1997年）
- 会いたくて 愛の殺人者（1997年）
- 30 thirty（1997年）
- すばらしき臨終（1997年）
- ご存知!ふんどし頭巾（1997年）
- ハードボイルド（1997年）
- ルイズ その旅立ち（1997年）
- 洪水をなだめた人びと 治水と水防にみる先人の知恵（1997年）
- 若妻不倫の香り（1998年）
- 極道三国志 シリーズ（1998年〜2000年）
  - 極道三国志1（1998年）
  - 極道三国志2 総長への道（1999年）
  - 極道三国志3 血染めの九州死闘篇（1999年）
  - 極道三国志4 最後の博徒/血の抗争（2000年）
  - 極道三国志5 山陽道10年戦争（2000年）
- 狼たちの復讐 THE REVENGE OF THE WOLVES（1998年）
- ヒロイン!（1998年）
- なぞの転校生（1998年）
- 原野の子ら（1999年）
- アナーキー・インじゃぱんすけ 見られてイク女（1999年）
- 富江（1999年）
- 駅弁（1999年）
- 故郷（1999年）
- 地獄（1999年）
- 完全なる飼育（1999年）
- 天使に見捨てられた夜（1999年）
- タイムレスメロディ（1999年）
- 発熱天使（1999年）
- 港のロキシー（1999年）
- 新・極道渡世の素敵な面々2 きりとりブルース（1999年）
- Danger de mort ダンジェ 破滅への暴走（1999年）
- ゴト師株式会社ルーキーズ THE MOVIE（1999年）
- 真・雀鬼2 麻雀無法地帯（1999年）
- 攻略王3 史上最強! 永久連チャンタイムセット打法（1999年）
- JUNK 死霊狩り（2000年）
- パチスロ覇王　炎の大連チャン（2000年）
- REQUIEM of DARKNESS クラヤミノレクイエム（2000年）
- CR ギンバラ・モンスター 怒濤の最終攻略（2000年）
- パチスロ水滸伝　勝負師の絶縁状（2000年）
- 真・雀鬼4 歌舞伎町・博徒通り（2000年）
- 借王＜シャッキング＞The MOVIE 2000（2000年）
- タイムレスメロディ（2000年）
- 果てしない欲情 もえさせて!（2000年）
- 風 流れるままに -アルツハイマー病の妻と生きる-（2000年）
- 岸和田少年愚連隊 野球団 ＜岸和田少年野球団＞（2000年）
- 飢狼の群れ（2000年）
- 女侠 夜叉の舞い（2000年）
- 殺し（2000年）
- 鬼極道（2000年）
- 天国までの百マイル（2000年）
- 真・雀鬼5 新宿麻雀決戦（2000年）
- 極道はクリスチャン 修羅の抗争（2000年）
- 青空（2000年）
- 郡上一揆（2000年）
- NINE 9（2000年）
- strain ストレイン（2001年）
- 弱虫（チンピラ）（2001年）
- いのちの海 Closed Ward（2001年）
- 夜の哀しみ Living in Shadows（2001年）
- 狂弾II アジア暴力地帯（2001年）
- マネーざんす（2001年）
- あしたはきっと…（2001年）
- 完全なる飼育 愛の40日（2001年）
- パチスロひとり旅（2001年）
- LADY PLASTIC（2001年）
- センス・オブ・ワンダー（2001年）
- 完全なる飼育 愛の40日（2001年）
- 九州マフィア外伝（2001年）
- Star Light（2001年）
- 光の雨（2001年）
- Last Dance -離婚式-（2001年）
- 私の骨 MY BLOOD BONE（2001年）
- ひとりね（2002年）
- 青空へシュート!（2002年）
- RED HARP BLUES（2002年）
- パーフェクトブルー 夢なら醒めて（2002年）
- 自殺サークル（2002年）
- 棒 Bastoni（2002年）
- 女はバス停で服を着替えた（2003年）
- 能楽師（2003年）
- 輪舞曲 ロンド（2003年）
- 実録ヒットマン 北海の虎・望郷（2003年）
- 完全なる飼育 秘密の地下室（2003年）
- アイ・ラヴ・ピース（2003年）
- 団地の奥さん、同窓会に行く（2004年）
- 極道はクリスチャン 修羅の抗争（2004年）
- 父と暮せば（2004年）
- つむぎ（2004年）
- 犬と歩けば チロリとタムラ（2004年）
- 完全なる飼育 女理髪師の恋（2004年）
- 石井のおとうさんありがとう（2004年）
- オトコタチノ狂（2005年）
- Strange Circus 奇妙なサーカス（2005年）

### オリジナルビデオ
- スターヴァージン（1988年）
- 修羅がゆく（1995年〜2000年）
- 新・男樹（1997年〜2001年）
- 平成金融道 裁き人（1999年）
- 平成金融道 マルヒの女（2000年）
- 修羅のみち（2001年〜2005年）

### テレビアニメ
- ミラクル少女リミットちゃん （1973年〜1974年）

### オリジナルアニメ
- 湘南爆走族（1986年）
- マドンナ（1988年）
- 悪魔の花嫁 蘭の組曲（1988年）
- クライング フリーマン（1988年）
- 魔界都市〈新宿〉（1988年）
- 好色一代男（1991年）
- 御神楽探偵団 活動写真（2004年）

### 劇場アニメ
- ながぐつ三銃士（1972年）
- 魔犬ライナー0011変身せよ! （1972年）
- 妖獣都市（1987年）

### ビデオゲーム
- タイムギャル（1985年）
- おまかせ!退魔業（1996年）

### MAのみ
- 案山子 KAKASHI（2001年）